# Orthotrichum striatum
Orthotrichum striatum là một loài rêu trong họ Orthotrichaceae. Loài này được Hedw. mô tả khoa học đầu tiên năm 1801.

## Hình ảnh

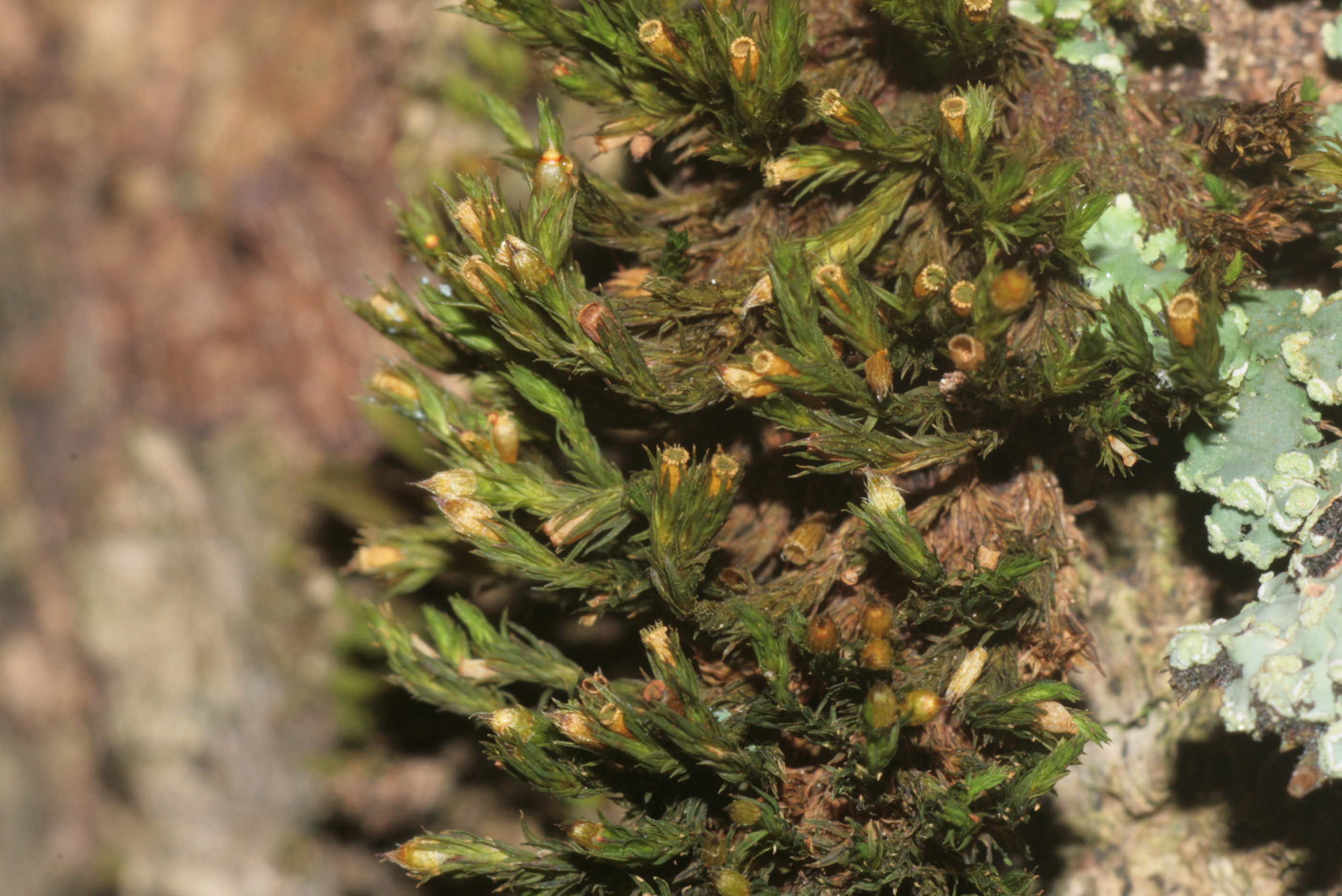
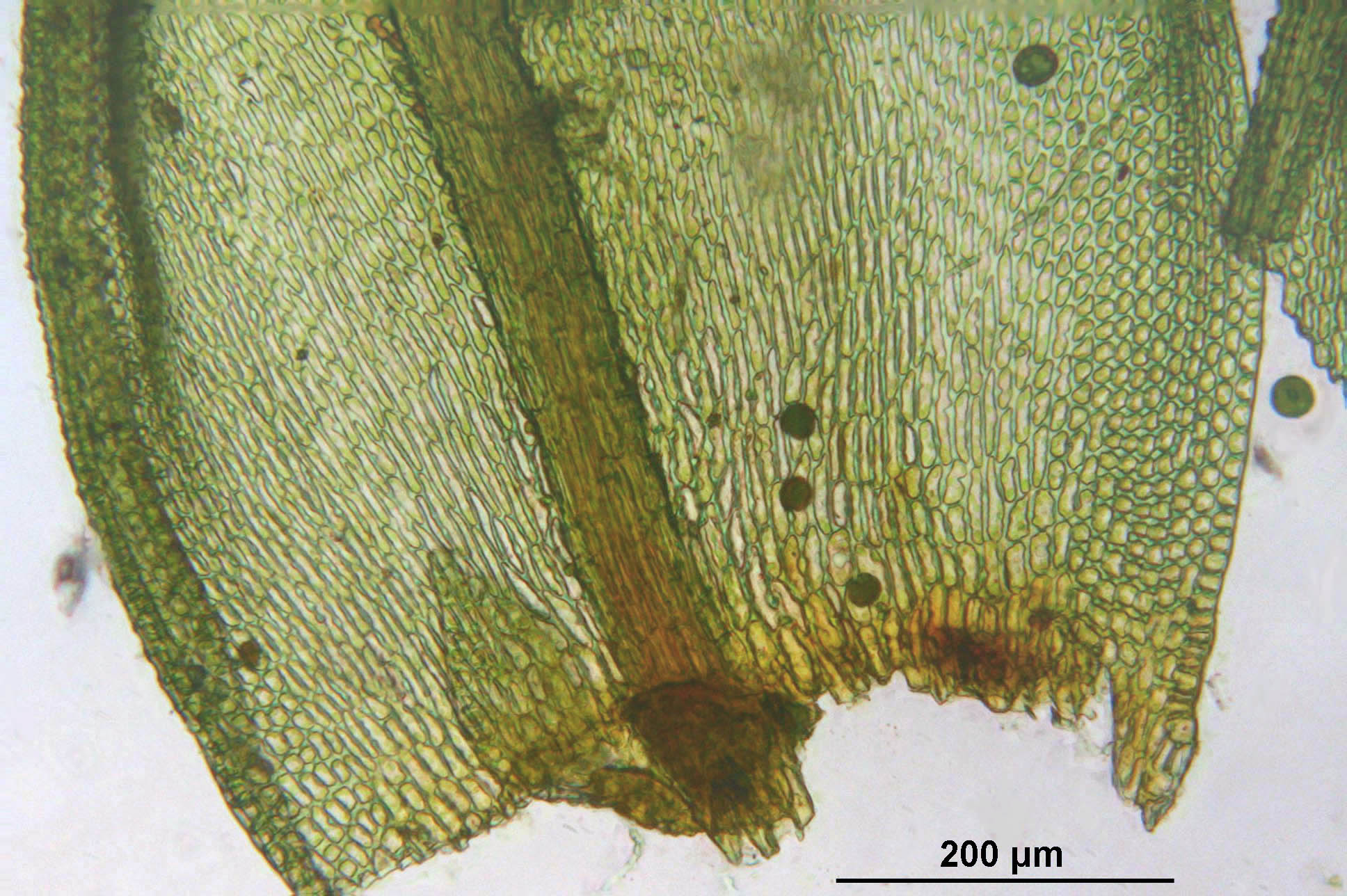
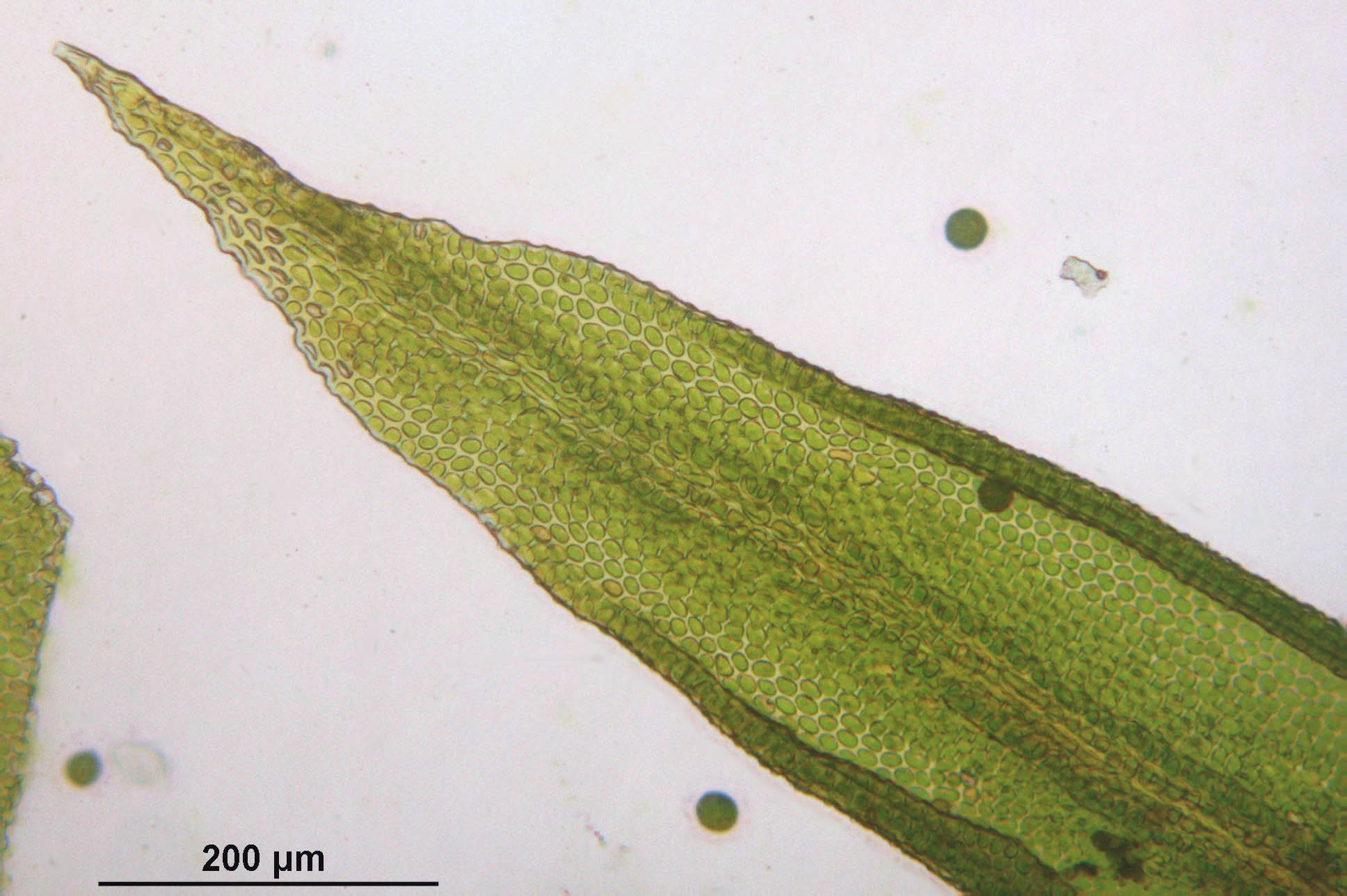
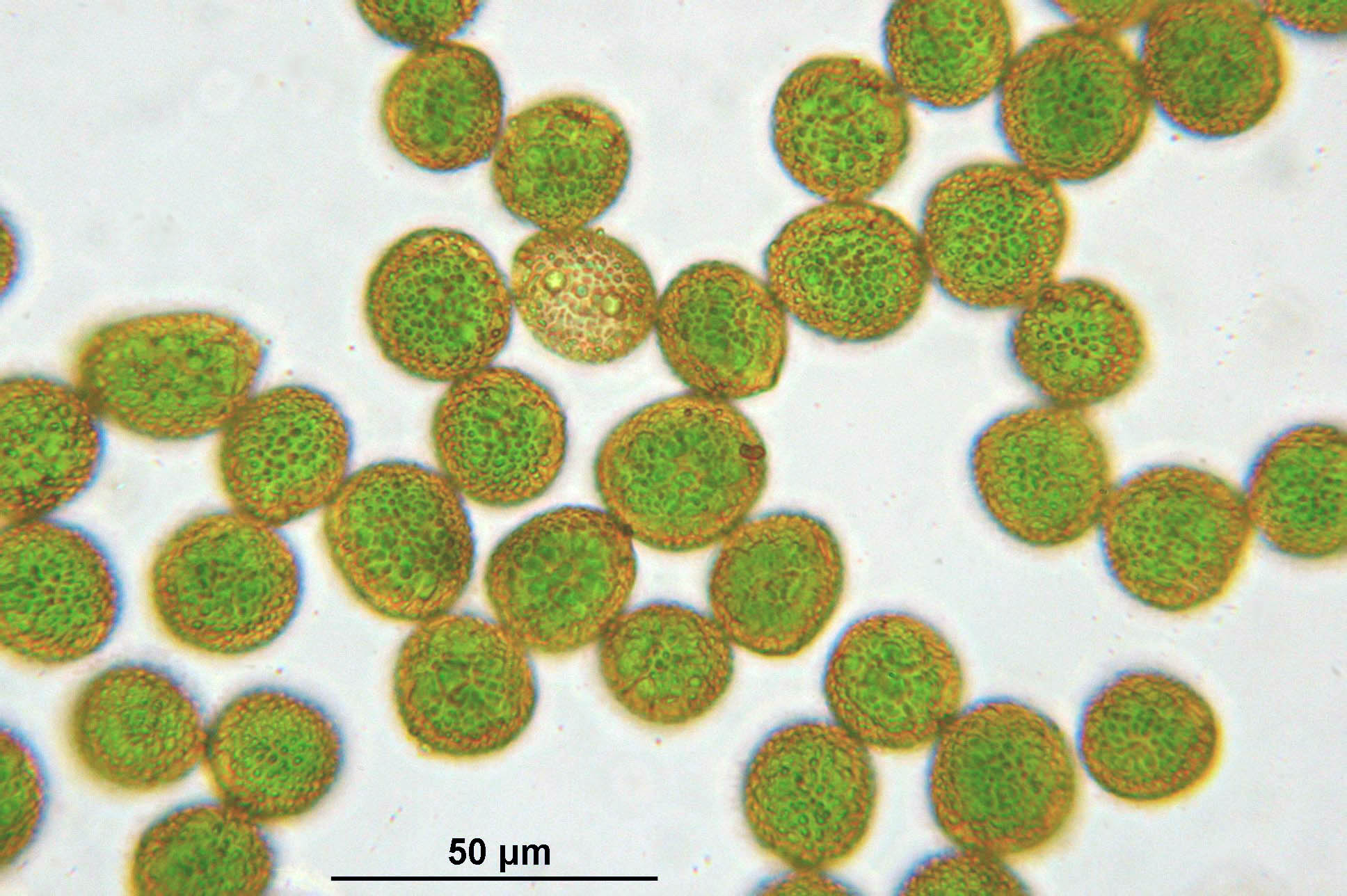